# 布鲁克林第十四民兵团
布鲁克林第十四民兵团（14th Regiment New York State Militia, 14th Brooklyn），是纽约州布鲁克林市组建的民兵团。
1861年12月7日，纽约州的州政府正式下达指示将纽约第十四民兵团的部队编号改为纽约第八十四志愿步兵团。由于第十四团官兵的要求，美国陆军部继续沿用第十四民兵团这个称谓。
美国内战初期，该团的大部分时间隶属于菲尔普斯指挥的第一旅，该旅后来成为众所周知的“铁旅”，为与来自西部的铁旅区分而被命为“东铁旅”。该团在两军中众所周知的训练有素，参加过几乎所有最艰苦血腥的战斗，并一贯拒绝退缩，在其三年的战斗中从未狼狈的退出战斗，重组后参加了1865年的最终决战。南北战争结束后，又在美西战争作战，此后作为106团的一部分，参加了第一次世界大战中。。